# Lea Deutsch
Lea Deutsch (Dragica Dajč) (Zagreb, 18. siječnja 1927. – Auschwitz, 1943.) bila je hrvatska dječja glumica židovskog podrijetla koja je ubijena za vrijeme holokausta, najmlađa glumica koja je stala na daske zagrebačkog Hrvatskog narodnog kazališta. Često su je nazivali čudom od djeteta i hrvatskom Shirley Temple koja je u isto vrijeme bila hollywoodska glumačka zvijezda.

## Obitelj
Lea je dijete Stjepana i Ivke Deutsch rođene Singer. Otac Stjepan bio je odvjetnik, a majka Ivka obrazovana domaćica koja se aktivno bavila šahom. Obitelj Deutsch živjela je u zagrebačkoj Gundulićevoj ulici na broju 39 u dvokatnoj kući.

## Gluma
Lea Deutsch počela je glumiti u Hrvatskome narodnom kazalištu u Zagrebu s pet godina u dječjoj kazališnoj skupini Dječje carstvo, ubrzo je postala popularna dječja glumica. Prva joj je uloga bila Priska u Freudenreichovim Graničarima.
Potom su uslijedile brojne uloge u dječjim predstavama kazališne skupine Dječje carstvo, zatim u predstavama G. Hauptmanna Pred zalaz sunca te u Maeterlinckovoj Sestri Beatrice. Publiku je potpuno osvojila ulogom Marijette u komediji Tako je na tom svijetu, dijete moje. Tito Strozzi za nju piše, a Josip Deči uglazbljuje operetu Čudo od djeteta.
U Zagrebu početkom listopada 1935. francuska je filmska tvrtka Pathé snimila Leu u raznim kostimima i atraktivnim točkama. Uskoro su je pozvali na jednogodišnji boravak u Parizu kako bi naučila francuski što Lea, zbog priprema za premijeru nove operete pisane za nju, odbija.
Njezina glumačka kolegica bila je Njemica Darija Gasteiger koja je pred kraj Drugog svjetskog rata zajedno sa zagrebačkim Nijemcima napustila Hrvatsku, te sad živi u Innsbrucku.
Posljednji nastup Lea je ostvarila vodeći scenski prikaz Šahovska igra u HNK 15. ožujka 1941. godine. U toj su predstavi Leine kolegice iz razreda glumile uloge šahovskih figura, dok je Lea vodila i publici objašnjavala poteze.

## Progon u Auschwitz
Godine 1941. osnovana je Nezavisna Država Hrvatska koja je donijela rasne zakone, prema kojima Lea više nije smjela glumiti. U nadi da će izbjeći progon obitelj Deutsch prelazi na katoličanstvo, a otac Stjepan skriva se kao doktor u Bolnici Sestara Milosrdnica. Za obitelj Deutsch angažirali su se mnogi poznati i nepoznati Zagrepčani,  glumci Tito Strozzi, te par Vika Podgorska i Hinko Nučić, ali nisu je uspjeli spasiti. Obitelj je ostala živjeti u Zagrebu, Lea je sa 16 godina uhićena i zajedno sa svojim mlađim bratom Sašom i majkom Ivkom poslana u Auschwitz. Umrla je u stočnom vagonu, iz kojeg je od 75 ljudi njih 25 umrlo među kojima i Lea, prije nego što je stigla u logor. Majka i brat umrli su u logoru, dok se otac izvukao zahvaljujući dr. Pancu, koji ga je skrivao na odjelu s trahom u bolnici.
U spomen na Leu Deutsch židovska osnovna škola u Zagrebu nosila je njezino ime Osnovna škola "Lauder - Lea Deutsch", ali je od 1. rujna 2006. u stanju mirovanja.

## Lea Deutsch na filmu
Godine 2011. hrvatski redatelj Branko Ivanda snimio je biografski film o Lei Deutsch i Dariji Gasteiger: Lea i Darija. Film prikazuje njihove zajedničke nastupe netom prije Drugoga svjetskog rata, život za vrijeme uspostave Nezavisne Države Hrvatske i odvođenje Lee i njezine obitelji u Auschwitz. Ulogu Lee Deutsch tumači mlada zagrebačka plesačica Klara Naka.